# Antonín Dědourek
Antonín Dědourek (2. května 1882, Králka – 11. ledna 1964 Třebechovice pod Orebem) byl český knihař a nakladatel.

## Život
Vyučil se v Praze knihařem. Pak pracoval v různých knihařských dílnách v Roudnici nad Labem, v Ústí nad Labem a v Praze. Od listopadu 1906 žil v Třebechovicích pod Orebem; zde se 26.7.1909 oženil s Marií Dočkalovou, se kterou měl dceru Marii (1914–1984) a syna Ladislava (1912–1986).
V roce 1907 si otevřel knihařskou dílnu a papírnický obchod v Třebechovicích. Tuto činnost rozšířil o knihkupectví, které mu bylo povoleno výnosem z 17. prosince 1912. V roce 1910 vydal svou první publikaci – brožuru Dějiny Třebechovic od řídícího učitele Františka Probošta.
Období první světové války prožil jako příslušník 36. pěšího pluku z Mladé Boleslavi.

## Nakladatelství

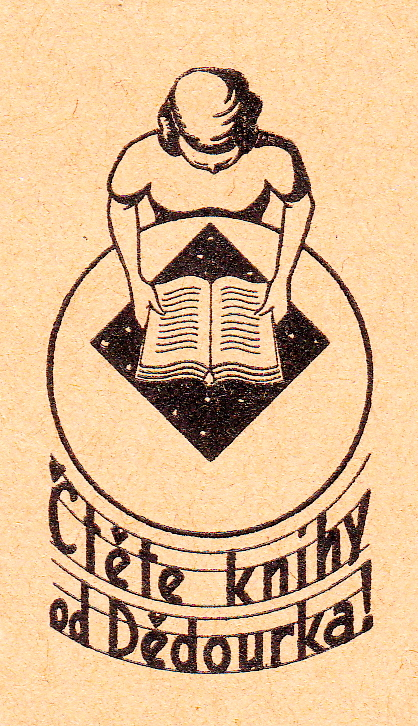
Nakladatelská značka z roku 1935

Po návratu z války zahájil svou nakladatelskou činnost. V roce 1919 vydal čtyři tituly. Vydával především knihy cizích autorů. V roce 1931 vstoupil do nakladatelství i jeho syn Ladislav Dědourek, který se zasloužil o změnu orientace. Nakladatelství změnilo název na Nakladatelství školních a praktických příruček Antonína Dědourka v Třebechovicích p. O.. Záhy se nakladatelství stalo jedním z předních producentů školních příruček a publikací. V druhé polovině třicátých let začalo nakladatelství na popud ministerstva školství a národní osvěty vydávat edici Obrana vlasti, která měla přispět k posílení branné přípravy vzhledem k ohrožení Československa nacistickým Německem. Například byly vydány publikace Chodové, strážci pomezí, Život v kasárnách, Naši letci, Byli jsme a budem! a podobně. Tato produkce byla po rozpadu Československa v roce 1938 neprodejná a nakladatelství poté, co se vyrovnalo s autory, skončilo v úpadku.
Již následujícího roku ale Antonín a Ladislav Dědourkové začali znovu. Tentokrát se orientovali na kvalitní českou literaturu. V roce 1941 začala vycházet edice Knihovna národních klasiků, ve které vycházela díla spisovatelů jako byli: Jan Neruda, Václav Beneš Třebízský, Božena Němcová, Ladislav Stroupežnický, Josef Štefan Kubín a další. Rovněž vydávali řadu dětských knih (Karafiátovi Broučci a další). Redaktorem dětské literatury byl František Hrubín. V roce 1943 dokonce vydavatelé uvažovali o stavbě nové knihtiskárny. Projekt vypracoval architekt František Bartoš. Vzhledem k válečné situaci ale ke stavbě nedošlo.
Mimořádným nakladatelským činem bylo vydání Nerudových Arabesek k padesátému výročí spisovatelova úmrtí v roce 1941 s ručně kolorovanými ilustracemi. Dřevoryty navrhl Jaroslav Benda a ilustrace pak byly ručně kolorovány třebechovickými dívkami pod vedením malířky Hermíny Melicharové. Práce probíhaly v pronajaté místní sokolovně.
Po osvobození Československa v roce 1945 vydalo nakladatelství jednu z prvních učebnic ruštiny od Sergeje Machonina. Byla otevřena pobočka v Praze, ke spolupracovníkům nakladatelství patřili: Pavel Bojar, František Hrubín, Vladimír Kovářík, Rudolf Lužík, František Karel Zeman, a další. Byla vydávána díla autorů: Pavel Bojar, Josef Štefan Kubín, Leontýna Mašínová, Vladimír Müller, Kamila Sojková a dalších. Nakladatelství spolupracovalo s výtvarníky: Zdeňkem Burianem, Hermínou Melicharovou, Zdenkem Seydlem, Miloslavem Troupem a dalšími.
Byly zde vydány i dvě obrazové publikace fotografa Jindřicha Marca Praha romantická a Anglie slovem i obrazem 
Činnost nakladatelství byla po únoru 1948 ukončena rozhodnutím ze dne 15. září 1950.